# Чемпионат Китая по русским шашкам среди мужчин 2015
Чемпионат Китая по русским шашкам среди мужчин 2015 прошёл   в Гуанчжоу. Участвовало 16 спортсменов. Чемпионом стал неоднократный победитель Лю Цзиньсинь.

## Призёры
| Место | Участник     | Очки |
| ----- | ------------ | ---- |
| 1     | Лю Цзиньсинь | 16   |
| 2     | Инь Дунхэн   | 12   |
| 3     | Chen Xu      | 12   |